# بانوی شالوت (نقاشی)
بانوی شالوت (انگلیسی: The Lady of Shalott) یک نقاشی رنگ روغن از جان ویلیام واترهاوس است که سال ۱۸۸۸ کشیده شد و اکنون در موزه تیت بریتانیا نگهداری می‌شود. این نقاشی پایان شعری به همین نام از آلفرد تنیسون را به تصویر می‌کشد. واترهاوس سه نسخهٔ متفاوت از این شخصیت را در سال‌های ۱۸۸۸، ۱۸۹۴ و ۱۹۱۵ کشید. این نقاشی از مشهورترین آثار اوست و در آفریدن آن به لحاظ سبکی از شیوهٔ پیشارافائلی‌ها بهره گرفته‌است.